# Rútulos
Los rútulos son miembros de una legendaria tribu itálica. Aunque descendían de los umbros y los pelasgos, se ubicaron en un territorio cuya capital era la antigua Ardea, a unos 35 km al suroriente de Roma.

## En laEneida
En la Eneida de Virgilio su líder es Turno, un joven príncipe a quien el rey Latino ha prometido la mano de su hija Lavinia. Cuando los  troyanos llegan a Italia, Latino decidió dar su hija a Eneas porque los dioses le habían dicho que se la diese a un extranjero. Indignado, Turno dirige a su gente y a la de otras varias tribus a la guerra contra los troyanos. El libro termina con el combate entre Eneas y Turno, que decide el esposo de Lavinia. 
Durante el siglo VI a. C., el rey romano Tarquinio el Soberbio sitió y conquistó Ardea y finalmente a los rútulos, lo mismo que a las otras tribus itálicas, que se fundieron en la República romana.